# Alden (Minnesota)
Alden es una ciudad ubicada en el condado de Freeborn en el estado estadounidense de Minnesota. En el Censo de 2010 tenía una población de 661 habitantes y una densidad poblacional de 232,86 personas por km².

## Geografía
Alden se encuentra ubicada en las coordenadas 43°40′3″N 93°34′20″O / 43.66750, -93.57222. Según la Oficina del Censo de los Estados Unidos, Alden tiene una superficie total de 2.84 km², de la cual 2.76 km² corresponden a tierra firme y (2.83%) 0.08 km² es agua.

## Demografía
Según el censo de 2010, había 661 personas residiendo en Alden. La densidad de población era de 232,86 hab./km². De los 661 habitantes, Alden estaba compuesto por el 96.67% blancos, el 0% eran afroamericanos, el 0.45% eran amerindios, el 0% eran asiáticos, el 0.45% eran isleños del Pacífico, el 1.51% eran de otras razas y el 0.91% pertenecían a dos o más razas. Del total de la población el 3.93% eran hispanos o latinos de cualquier raza.